# أيام صعبة (فلم)
أيام صعبة فيلم مصري عرض عام 2009 من إخراج فادي فاروق، وتأليف محسن يوسف.

## قصة الفيلم
يحكي قصة مخرجة مشهورة في قناة مستقلة تناقش العديد من القضايا السياسية، تقع في غرام مذيع شهير ولكن زواجهما يتأجل بسبب جريمة قتل تسيطر علي مجري حياتهما.

## الممثلون
- هشام عبد الحميد
- يارا فاروق
- سلوى خطاب
- باسم سمرة
- محمد نجاتي
- ضياء عبد الخالق
- محسن منصور
- راندا البحيري
- انتصار

## روابط خارجية
- مقالات تستعمل روابط فنية بلا صلة مع ويكي بيانات